# Alexandra av Jugoslavien
Alexandra av Jugoslavien, även Prinsessan Alexandra av Grekland och Danmark, född 25 mars 1921 i Aten i Grekland, död 30 januari 1993 i East Sussex i England var drottning av Jugoslavien från 20 mars 1944 till monarkin avskaffades 29 november 1945. Hon var gift med kung Peter II av Jugoslavien som levde i exil i London och USA.

## Biografi
Alexandra var dotter till kung Alexander I av Grekland och hans maka Aspasia Manos. Hon föddes efter faderns död och fick titeln prinsessa år 1922 efter att kung Konstantin I hade godkänt föräldrarnas giftermål i efterhand.
När Grekland blev en republik 1924 lämnade Alexandra och hennes mor landet och flyttade till Italien och London innan de slog sig ner i Paris.
Alexandra träffade kung Peter II i  London och gifte sig med honom 20 mars 1944 på den jugoslaviska ambassaden och blev därmed drottning av Jugoslavien. Den 17 juli 1945 föddes sonen Alexander som är  jugoslavisk kronprins trots att han är född i London. För att han skulle bli jugoslavisk medborgare hade Suite 212 på Claridge's Hotel där han föddes nämligen tillfälligt omvandlats till ett jugoslaviskt territorium. 
Alexandra drabbades dock av sjukdom så sonen uppfostrades av sin mormor Aspasia Manos. 

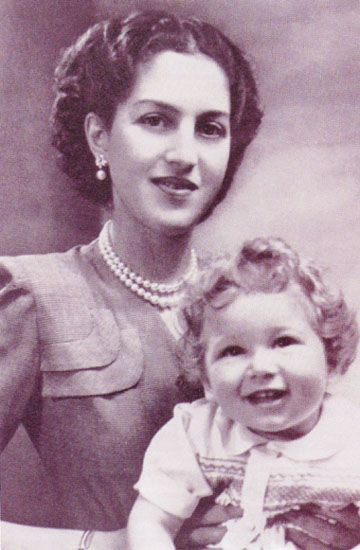
Alexandra med sin son, 1946.